# Consulat général de Roumanie à Marseille
Le consulat général de Roumanie à Marseille est une représentation consulaire de la Roumanie en France. Il est situé avenue du Prado, à Marseille, en Provence-Alpes-Côte d'Azur.